# مارغريت ريتشاردسون
مارغريت ريتشاردسون (بالإنجليزية: Margaret Richardson)‏ هي محامية أمريكية، ولدت في 14 مايو 1943.

## وصلات خارجية
- مارغريت ريتشاردسون على موقع إن إن دي بي (الإنجليزية)